# Agrarische revolutie
De agrarische revolutie, ook bekend als de tweede landbouwrevolutie, zijn de veranderingen die plaatsvonden in de Europese landbouw en maatschappij vanaf 1750.

## Oorsprong
Vanaf 1780 begon in Engeland een ontwikkeling die zou leiden tot de huidige moderne industriële samenleving. Typische kenmerken van deze ontwikkeling waren de explosieve groei van steden, de introductie van machines en fabrieken in de nijverheid, de toename van de productie en de tewerkstelling. De industriële revolutie kwam niet vanzelf op gang. Er waren een paar decennia eerder enorme veranderingen tot stand gekomen, vooral in de agrarische en de demografische ontwikkeling.

## Agrarische revolutie

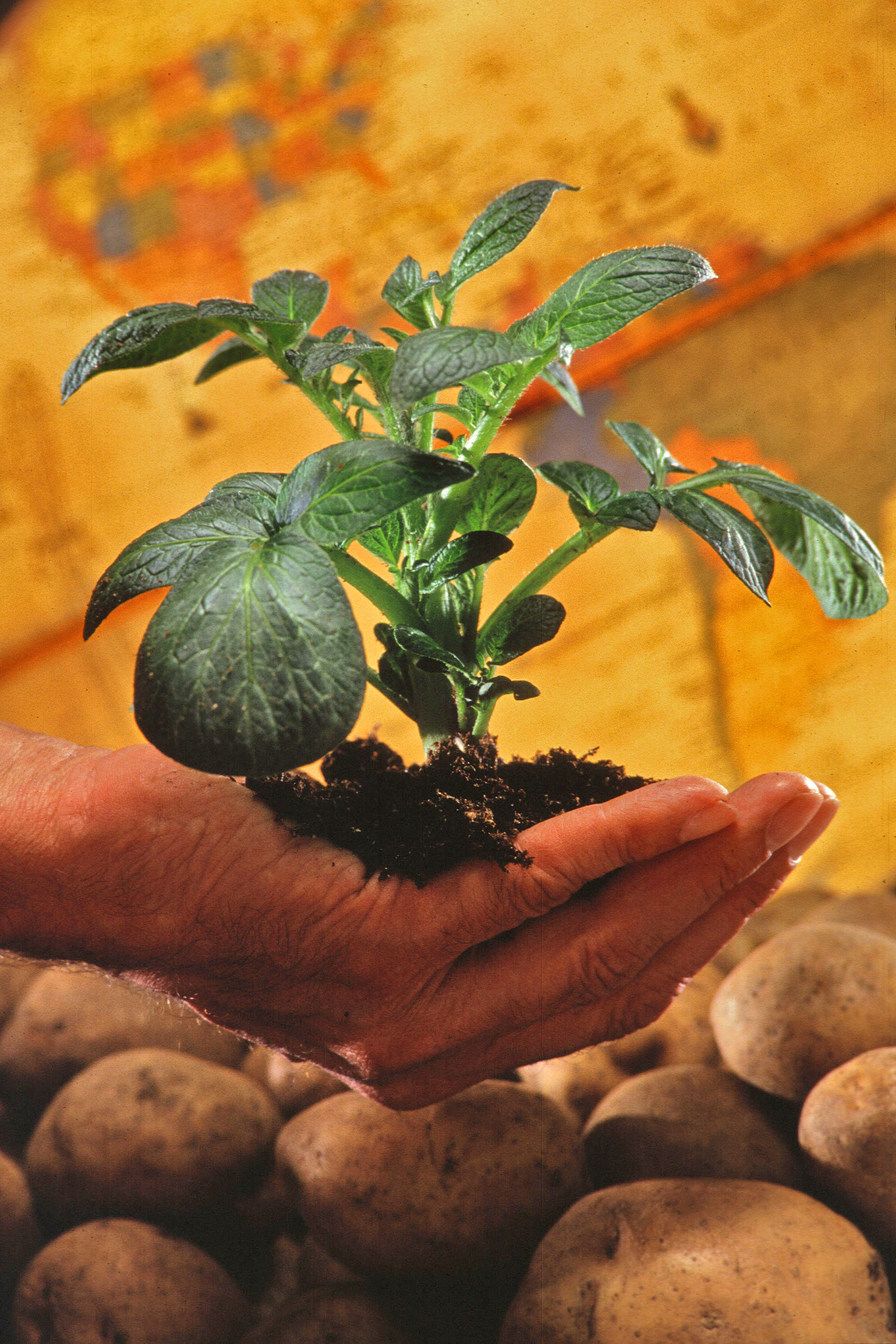
aardappelplant

De Europese maatschappij was vanouds een landbouwmaatschappij. In bijna alle landen was landbouw de belangrijkste economische sector. De toenemende toepassing van wetenschappelijke kennis na 1750 zou voor de landbouw grote gevolgen hebben. Vruchtwisseling maakte het bijvoorbeeld mogelijk het middeleeuwse drieslagstelsel te vervangen. Ook deden tot dan toe onbekende gewassen zoals de aardappel en maïs hun intrede. De invoering van de keerploeg maakte een betere grondbewerking mogelijk. Men ging zaaizaden selecteren voor de volgende oogst. Alleen de beste zaden werden gebruikt en zorgden zo voor een betere opbrengst. Een betere bemesting en vervanging van ossen door paarden als trekdieren hielpen ook bij het vergroten van de productie. In sommige gebieden werd het landbouwareaal vergroot door massale kap van bossen, het droogleggen van moerassen en het in cultuur brengen van andere woeste gronden.

## Gevolgen
De innovaties in de landbouw maakten door de hogere opbrengsten aan voedingsgewassen uiteindelijk een spectaculaire groei van de bevolking mogelijk. De wederzijdse beïnvloeding van de agrarische en de demografische revolutie mag dan ook niet uit het oog verloren worden.